# Atlantis (1913)
Atlantis is een Deense dramafilm uit 1913 onder regie van August Blom. Het scenario is gebaseerd op de gelijknamige novelle uit 1912 van de Duitse auteur Gerhart Hauptmann.

## Verhaal
Dokter Friedrich von Kammacher is een bekende bacterioloog. Wanneer zijn vrouw geestesziek wordt, vertrekt hij per boot naar New York om zijn ellende te ontvluchten. Tijdens de scheepsreis wordt hij verliefd op de danseres Ingigerd Hahlstrøm. De boot komt in botsing met een ander schip, maar de arts en de danseres worden gered. Kammacher krijgt echter gewetenswroeging vanwege zijn vrouw in Europa.

## Rolverdeling
| Acteur            | Personage                   |
| ----------------- | --------------------------- |
| Olaf Fønss        | Dr. Friedrich von Kammacher |
| Ida Orloff        | Ingigerd Hahlstrøm          |
| Ebba Thomsen      | Eva Burns                   |
| Carl Lauritzen    | Dr. Peter Schmidt           |
| Frederik Jacobsen | Dr. Georg Rasmussen         |
| Charles Unthan    | Arthur Stoss                |
| Torben Meyer      | Willy Snyders               |